# Pinelie

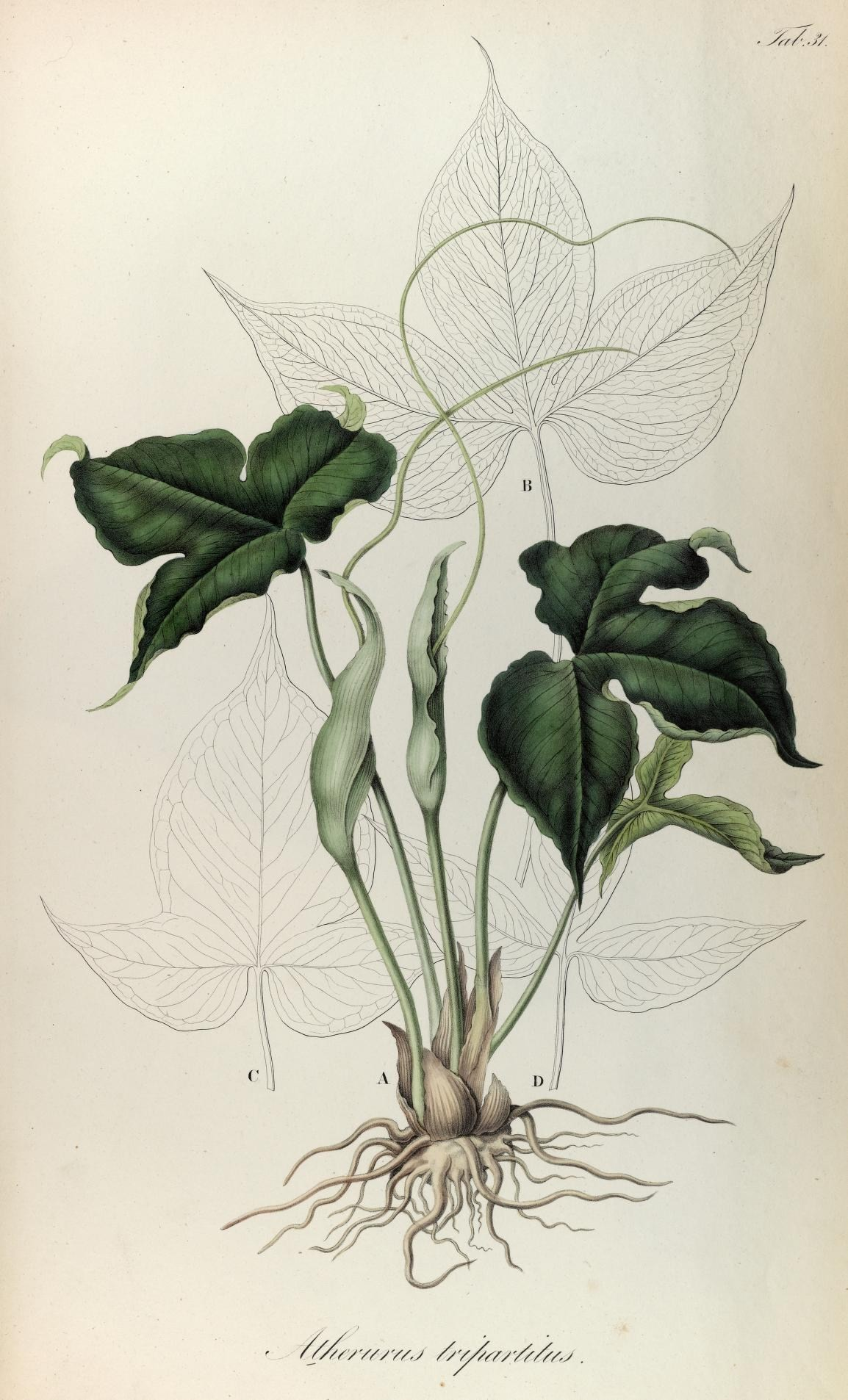
Ilustrace Pinellia tripartita z roku 1835

Pinelie (Pinellia) je rod rostlin z čeledi árónovité. Jsou to vytrvalé, na zimu zatahující byliny s kulovitou podzemní hlízou a jednoduchými až trojčetnými listy. Květenstvím je palice obalená úzkým toulcem, plodem je bobule. Rod zahrnuje 9 druhů a je rozšířen výhradně v temperátní východní Asii. Největší počet druhů roste ve východní Číně. Pinelie trojčetná zplaněla i v některých jihoevropských zemích.
Rostliny jsou jedovaté. Upravené hlízy pinelie trojčetné a druhu Pinellia pedatisecta jsou využívány v tradiční čínské medicíně jako léčivo. Některé druhy pinelií jsou pěstovány jako stínomilné zahradní trvalky.

## Popis
Pinelie jsou vytrvalé byliny s kulovitou podzemní hlízou. Rostliny na zimu zatahují. Listů je 1 až 5, jsou řapíkaté, krátce až dlouze pochvaté, případně bez pochvy. Čepele listů jsou srdčité, vejčité, podlouhlé, hluboce trojlaločné až trojčetné, případně znožené. Žilnatina jednotlivých listových segmentů je zpeřená, postranní žilky jsou propojeny sběrnou žilkou jdoucí podél listového okraje. Při bázi nebo na vrcholu řapíku se někdy tvoří rozmnožovací hlízky.
Květenství jsou jednotlivá a objevují se zároveň s listy. Palice je o mnoho delší než toulec. Zóna samčích květů je od zóny samičích květů oddělená holou zónou bez květů a u všech druhů s výjimkou Pinellia pedatisecta také příčnou přehrádkou.
Květy jsou jednopohlavné, bezobalné. Samčí květy obsahují 1 až 4 tyčinky, v samičích květech je semeník obsahující jedinou komůrku s jedním vajíčkem.
Plodem jsou zelené, žlutozelené nebo bělavé bobule.

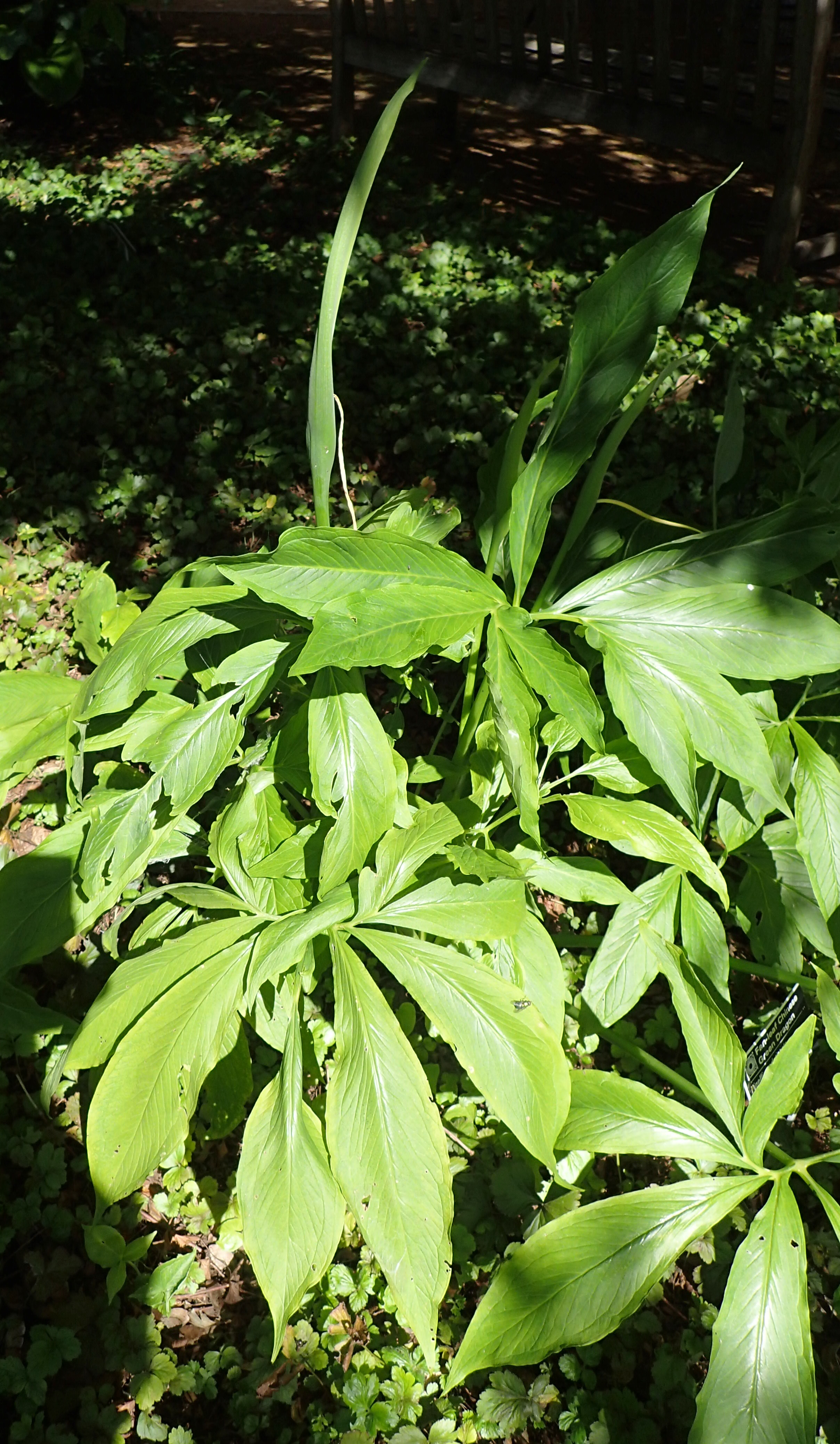
Pinellia pedatisecta
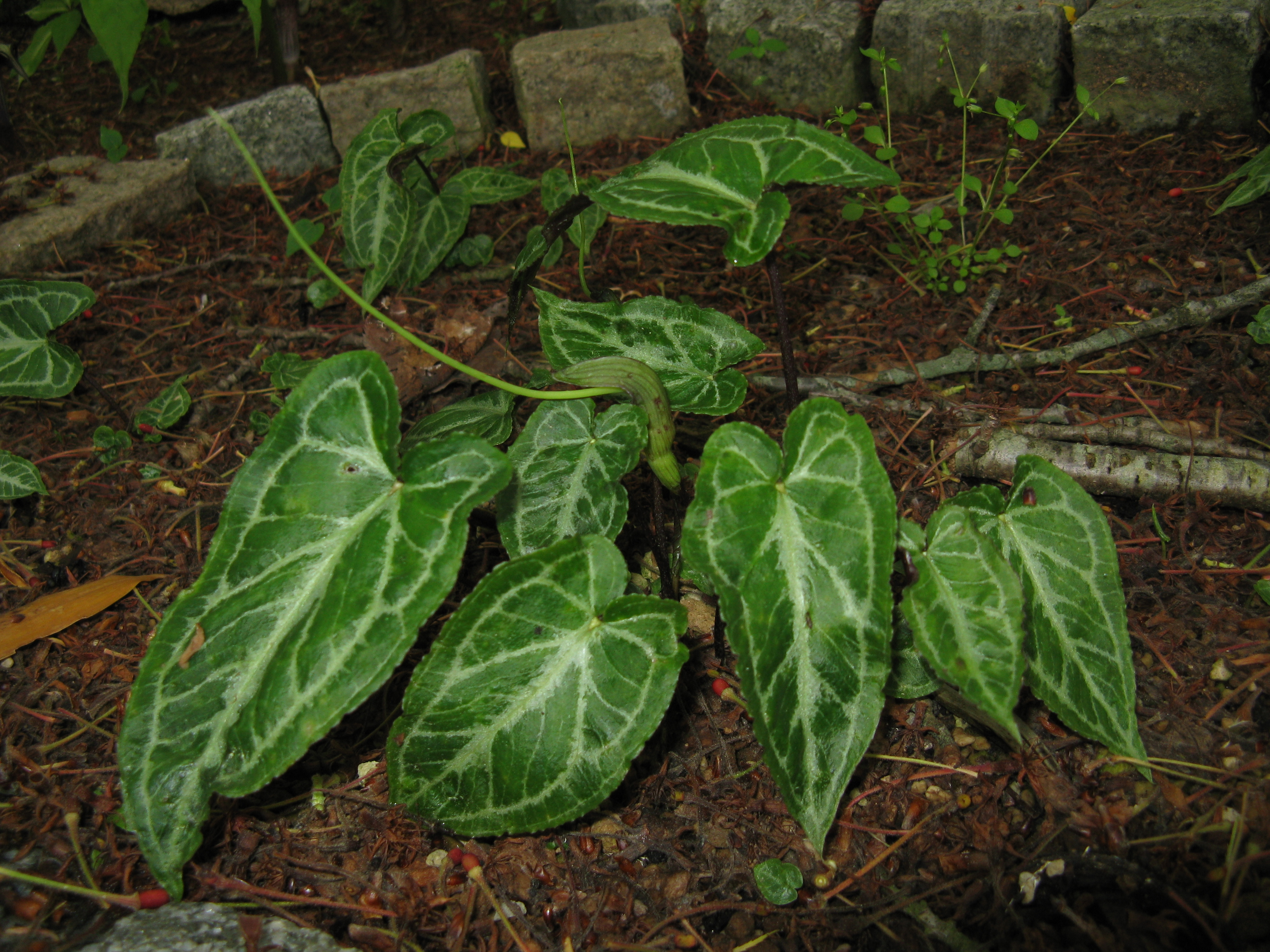
Pinellia cordata
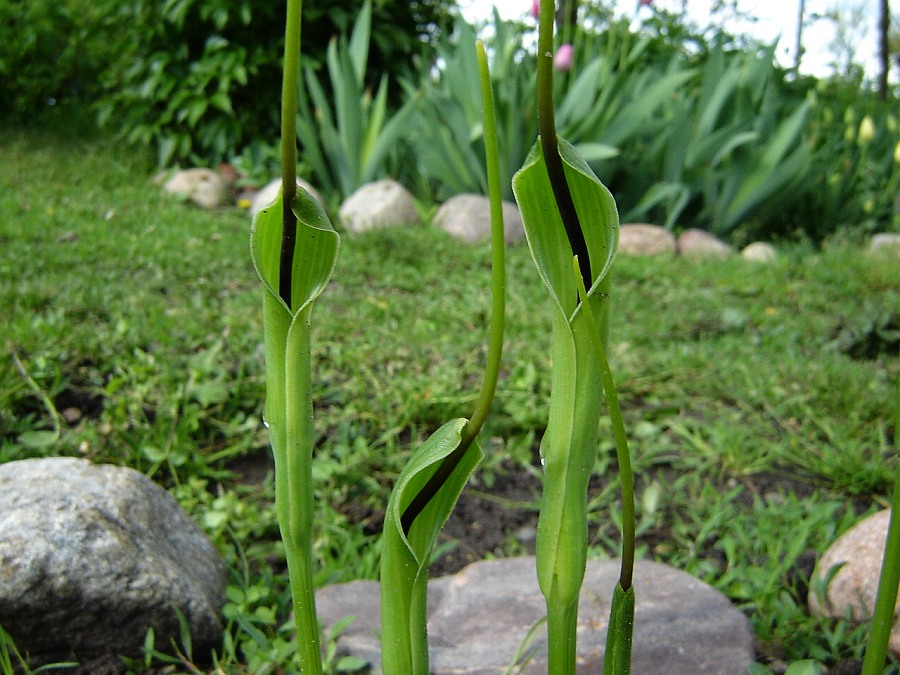
Květenství pinelie trojčetné

## Rozšíření
Rod pinelie zahrnuje 9 druhů a je rozšířen výhradně v temperátní východní Asii na území Číny, Koreje a Japonska. Centrum druhové diverzity je ve východní Číně v provinciích An-chuej, Fu-ťien a Če-ťiang. Největší areál, překrývající se víceméně s areálem celého rodu, má pinelie trojčetná. Druh Pinellia tripartita se mimo Číny vyskytuje také v Japonsku, všechny ostatní druhy jsou endemity Číny. Pinelie trojčetná roste zdomácněle i v některých oblastech Evropy a Severní Ameriky.
Pinelie rostou nejčastěji na zastíněných místech podél vodních toků, na skalnatých stanovištích v lesích či v podrostu lesů. Pinelie trojčetná roste i podél cest, na opuštěných místech a na obdělávané půdě.

## Ekologické interakce
Květy pinelií jsou opylovány zejména různými druhy much vyhledávajících houby či hnijící organické materiály, dále třásněnkami a v menší míře i některými brouky. Podle některých informací fungují toulce pinelií jako smrtící pasti na opylovače podobně jako je tomu u arizém.

## Obsahové látky
Po chemické stránce je nejlépe prostudovaným druhem rodu pinelie trojčetná, bylina používaná v čínské medicíně. Byla zjištěna poměrně široká paleta obsahových látek. Hlízy obsahují zejména esenciální oleje, efedrin (asi 0,003 % v syrové hlíze), cholin a různé aminokyseliny. Byly zjištěny i lektiny a polysacharid pinnelian.

## Jedovatost
Pinelie jsou jedovaté rostliny. Syrová hlíza pinelie trojčetné je pro lékařské využití je dlouho upravována vařením s některými jinými substancemi, jako je zázvor, česnek aj. Požití syrové hlízy nebo předávkování upravenou hlízou může způsobit silné podráždění sliznic úst, hltanu a trávicího traktu. Doporučuje se užívat rostlinu jen pod lékařským dohledem a není určena k dlouhodobému užívání. Doporučenou denní dávkou je 2 až 6 g sušené upravené hlízy. Kontraindikací jsou zejména všechny krvácivé choroby.

## Taxonomie
Rod Pinellia je v rámci čeledi Araceae řazen do podčeledi Aroideae a tribu Arisaemateae. Tento tribus obsahuje pouze 2 rody: Pinellia a sesterský rod Arisema.

## Zástupci
- pinelie trojčetná (Pinellia ternata)[13]

## Význam

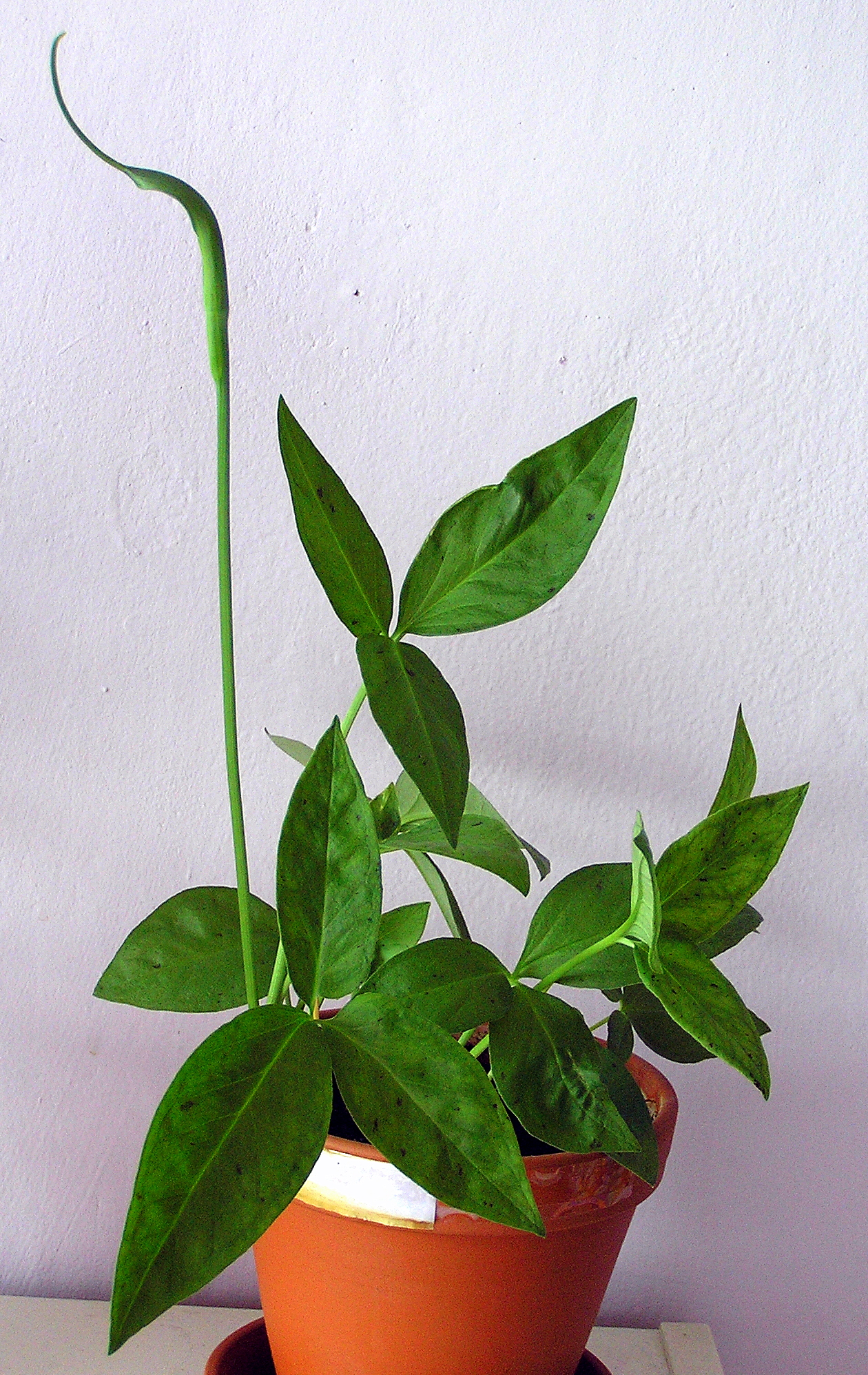
Pinelie trojčetná v květináči

Hlízy pinelie trojčetné jsou standardní součástí tradiční čínské medicíny. Po úpravě slouží zejména antiemetikum k utlumení zvracení, což souvisí s oslabením dávivého reflexu. Dále se používají jako expektorans při léčení kašle, jako diuretikum, při zánětu prsu a zánětech středního ucha. Zevně se používá k zastavení krvácení a jako analgetikum.
Hlízy Pinellia pedatisecta jsou v čínské medicíně používány zejména při vnitřním krvácení, křečích, tetanu, zduření mízních uzlin, chorobách močového ústrojí a revmatických onemocněních. Zevně slouží při ošetřování hadího uštknutí.
Pinelie jsou zajímavé byliny vhodné pro stinnou zahradu. Kvetou v létě. Prospívají v humózní, dobře propustné, vlhké půdě. Lze je dobře pěstovat i v nádobách. Při pěstování venku je na zimu vhodný kryt.

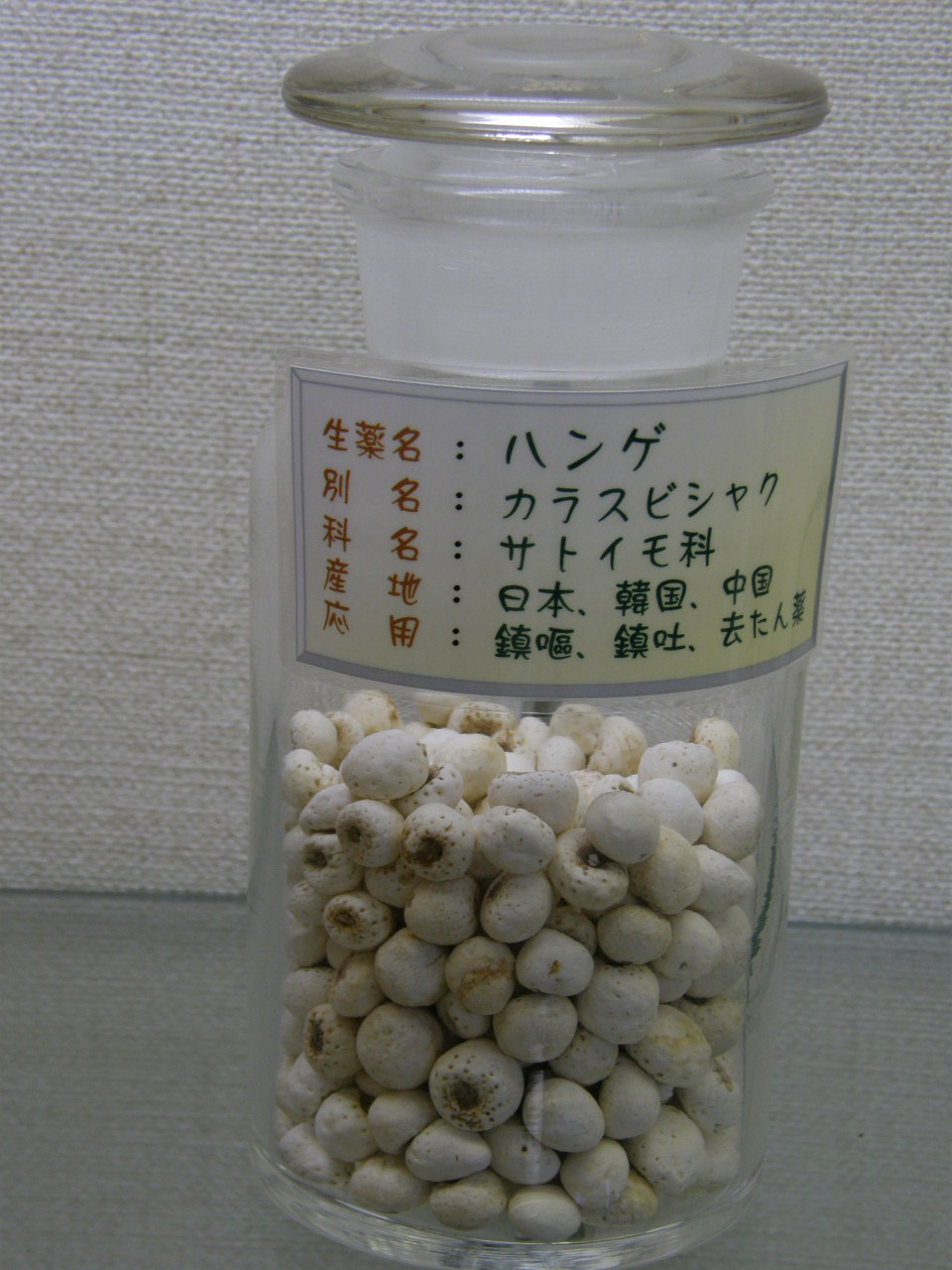
Upravené hlízy pinelie trojčetné